# Ingeborg Lahl-Grimmer
Ingeborg Lahl-Grimmer (* 28. Dezember 1926 in Rabenau; † Januar 1989 in Kreischa) war eine deutsche Grafikerin und Malerin.

## Leben und Werk
Ingeborg Lahl-Grimmer machte in Dresden eine Lehrausbildung als Entwerferin für Tapeten und arbeitete dann bis 1947 in diesem Beruf. Schon in der Ausbildungszeit schuf sie Bilder, die das Verkehrsamt der Stadt Rabenau später als Illustrationen einer Ausgabe des Hefts Sagen und Verse rechts und links der Weißeritz benutzte. Von 1947 bis 1952 studierte Ingeborg Lahl-Grimmer bei Karl Hanusch und Hans Theo Richter an der Hochschule für Bildende Künste Dresden freie Grafik. Danach arbeitete sie in Rabenau als freischaffende Künstlerin u. a. in Großbetrieben und Institutionen wie der Betriebsberufsschule Rabenau und dem Edelstahlwerk Freital, dessen Kunstpreis sie 1984 erhielt.
Ingeborg Lahl-Grimmer war Mitglied des Verbands Bildender Künstler der DDR.

## Ausstellungen (unvollständig)

### Einzelausstellungen
- 1970: Freital, Haus der Heimat (mit Gudrun Bröchler-Neumann)
- 1981: Freital, Haus der Heimat (mit Christa Engler-Feldmann, Eva Schwager, Waltraud Starke und Renate Voigt)
- 2011/2012: Rabenau, Heimatmuseum

### Beteiligung an zentralen und wichtigen regionalen Ausstellungen in der DDR
- 1958/1959 und 1962/1963: Dresden, Vierte und Fünfte Deutsche Kunstausstellung
- 1960: Berlin, Pavillon der Kunst („Frauenschaffen und Frauengestalten in der bildenden Kunst. 50 Jahre Internationaler Frauentag.“)
- 1961: Berlin, Akademie der Künste der DDR („Junge Künstler in der DAK“)
- 1965: Berlin, intergrafik
- 1969 und 1977: Leipzig, Messehaus am Markt („Kunst und Sport“)
- 1972, 1974 und 1979: Dresden, Bezirkskunstausstellungen